# بيرنهارد أبيكن
بيرنهارد أبيكن 27 مارس 1826 في براونشفايغ - 1 أبريل 1901، كان كاتباً وسياسياً ألمانياً.

## حياته
كان ابن رجل أعمال جاء من مدينة أوسنابروك، وأسس متجراً للنبيذ في براونشفايغ، درس أبيكن علم الحقوق والتاريخ والأدب، والفلسفة في جامعات برلين وبون وهايدلبرغ بين عامي 1845 و1849، اشتغل منذ عام 1850 كمراجع، ثم محامي عام 1856 في براونشفايغ.